# Ataxia-telangiectasia
La ataxia-telangiectasia, también conocida como síndrome de Louis-Bar, es una enfermedad hereditaria con un patrón de herencia autosómica recesiva. Está causada por una mutación en el gen ATM, localizado en el cromosoma 11, y que codifica para una proteína fosfatidilinositol-3-cinasa.

## Herencia

Gen autosómico recesivo. Modo de herencia entre dos portadores de un gen autosómico recesivo y monogénico.

La Ataxia Telangiectasia se hereda como un trastorno autosómico recesivo. El gen responsable de la enfermedad ha sido identificado y se sabe que se encuentra en el cromosoma 11, concretamente en a posición 11q22-23. Éste gen controla la producción de una enzima del tipo –fosfatidilinositol- 3-cinasa, involucrada en respuestas celulares y control de ciclo. La identificación del gen específico responsable de la ataxia telangiectasia ha hecho posible la detección de portadores y el diagnóstico prenatal.

## Genética molecular
El gen normal tiene 66 exones y c ADN de 13-kb. Sin embargo, entre las variantes alélicas patológicas se han llegado a encontrar más de 500 mutaciones únicas, muchas de las cuales resultan en la ausencia de la proteína ATM. De hecho, la mayoría de los individuos afectados en América del Norte heredan mutaciones diferentes de cada progenitor, es decir, son heterocigotos compuestos.
En cuanto al producto del gen silvestre, la ATM serina-proteína quinasa normal presenta 3056 aminoácidos. Su función consiste en la detección de roturas de doble cadena de ADN, en la coordinación de los puntos de control del ciclo celular antes de la reparación, y en reclutamiento de otras proteínas que intervienen en la reparación del daño.
Aproximadamente el 1% de los individuos con A-T, tienen mutaciones que permiten la expresión normal de la proteína ATM, pero ésta carece de actividad quinasa.

Sin embargo, variantes no canónicas como la inserción de un retrotransposón, que no se habían estudiado frecuentemente hasta hace unos años, parecen tener en realidad implicaciones terapéuticas. Así lo demuestra un reciente estudio, llevado a cabo en una cohorte de 235 pacientes de AT de un hospital infantil de Boston, en el que mediante el uso de técnicas de secuenciación masiva y estudios in vitro, se determinó que las inserciones de retroelementos en el gen ATM son las causantes del desarrollo de la enfermedad en un 5.5% de los pacientes, y que las inserciones se producen en regiones no codificantes en el 92,3% de los casos.

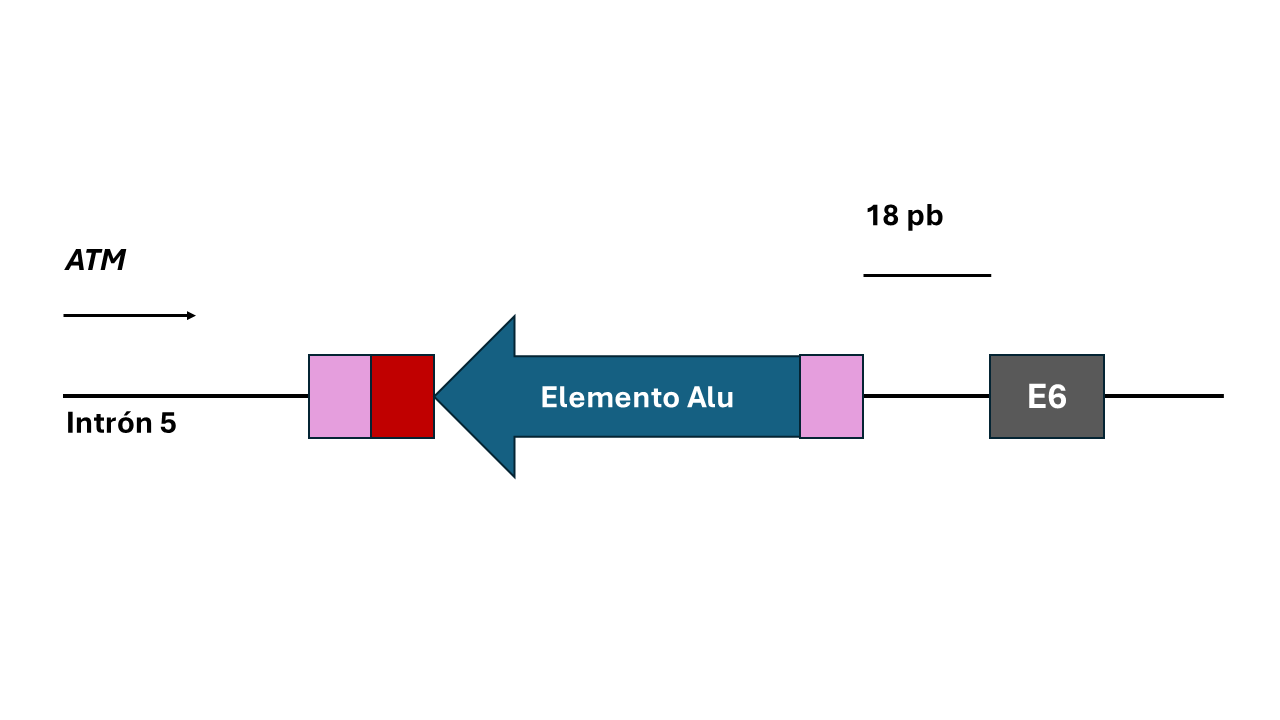
Esquema de inserción Alu en gen ATM de un paciente con Ataxia Telangiectasia. Inserción del elemento Alu en el intrón 5, a 18 pares de bases del exón 6 del gen

Esto sucede porque inserciones de retroelementos, en especial elementos Alu, cerca de un límite de exón-intrón, provoca cambios en los sitios de splicing, lo que provoca que haya un exón que queda excluido del mensajero maduro. Esto provoca la aparición de codones de parada prematuros y que ATM se degrade y no sea funcional. Además, la inserción del pseudogén DUSP16 en ATM también puede dar lugar a pérdida de función de ATM, ya que da lugar a la aparición de un exón críptico en el mensajero maduro debido a la aparición de nuevos sitios aceptores y dadores de splicing, que, de nuevo, genera codones de parada prematuros.

## Epidemiología
Afecta por igual a individuos de todas las etnias. La incidencia a nivel mundial se estima en 1 caso por cada entre 40.000 y 100.000 nacidos, por lo que se considera una enfermedad rara.

## Cuadro clínico
El primer síntoma que se presenta es generalmente ataxia, un término médico que se usa para describir un modo de andar inestable. Los niños con Ataxia Telangiectasis (A-T) pueden ladearse cuando se paran o se sientan, y balancearse o tambalearse cuando caminan. Esto se debe a anormalidades neurológicas que afectan la parte del encéfalo (cerebelo) que controla el equilibrio. Los primeros síntomas de la enfermedad comienzan a detectarse cuando el niño comienza a caminar, generalmente entre los 12 y los 18 meses de vida. En esta etapa temprana, se piensa a veces de forma incorrecta que los niños tienen parálisis cerebral o trastornos neurológicos indefinidos.
El diagnóstico específico puede ser difícil de realizar cuándo la enfermedad aparece por primera vez. Algunas de los síntomas neurológicos posteriores incluyen anormalidades en los movimientos de los ojos, contracciones rápidas alternantes (nistagmo) y dificultad al iniciar movimientos voluntarios apraxia oculomotora. También existe dificultad en el uso de los músculos necesarios para el habla (disartria) y la deglución. La telangiectasia, dilatación de los vasos sanguíneos, generalmente comienza a aparecer entre los 2 y 8 años y se da en la porción blanca del ojo (conjuntiva), aunque también es posible encontrarla en las orejas, cuello y extremidades.
Otra característica clínica de esta enfermedad es la mayor susceptibilidad a infecciones que presentan los individuos que la padecen y es debido a las inmunodeficiencias que presentan. Estas afectan sobre todo a los pulmones y senos paranasales, y suelen ser causadas por bacterias o virus. Aunque la mayoría de los pacientes con A-T generan anticuerpos contra antígenos ajenos, algunas de estas respuestas pueden ser insuficientes, particularmente aquellas dirigidas contra polisacáridos bacterianos de la membrana externa. Esto podría estar asociado con niveles anormales de inmunoglobulinas – IgA, ausente en 70% de los pacientes; o IgE, ausente en 80% de los casos.
Los pacientes con A-T pueden presentar defectos tanto en el sistema de linfocitos T como en el sistema de linfocitos B. Pueden tener menor cantidad de linfocitos T en sangre y estas anormalidades por lo general se encuentran relacionadas con la presencia de un timo pequeño o inmaduro. Por último, los enfermos que padecen ataxia telangiectasis tienen un mayor riesgo de manifestar determinados tipos de cáncer, particularmente del sistema inmune, como linfoma y leucemia.

## Síntomas
- Disminución en la coordinación de movimientos (ataxia) a finales de la infancia, Marcha espasmódica e inestable
- Disminución del desarrollo mental que se demora o se detiene después de los 10 a 12 años de edad
- Decoloración de áreas de piel expuestas a la luz solar
- Decoloración de la piel (manchas de color café con leche en la piel)
- Vasos sanguíneos dilatados (telangiectasia) en la piel de la nariz, las orejas y en la parte interna del codo y la rodilla y en la esclerótica de los ojos
- Movimientos espasmódicos o anormales de los ojos (nistagmo) hacia el final de la enfermedad
- Encanecimiento prematuro
- Convulsiones
- Sensibilidad a la radiación, incluyendo los rayos X médicos
- Infecciones respiratorias severas que se repiten

## Tipos
Teniendo en cuenta todas estas características, podemos distinguir dos tipos de ataxia telangiectasia:

### Ataxia-telangiectasia clásica
La ataxia-telangiectasia (A-T) clásica se caracteriza por una progresiva ataxia cerebelosa entre las edades de uno y cuatro años, apraxia oculomotora, dificultad en el habla, coreoatetosis, telangiectasia conjuntiva, infecciones frecuentes, inmunodeficiencia y un mayor riesgo de cáncer, especialmente leucemia y linfoma. Los individuos con A-T son inusualmente sensibles a la radiación ionizante. Otras características incluyen el envejecimiento prematuro, anormalidades endocrinas (como la diabetes mellitus insulino-resistente) y dificultades en el aprendizaje.
El síndrome A-T varía poco de una familia a otra en sus últimas etapas, aunque el tiempo de aparición y la velocidad de progresión de los síntomas sí pueden hacerlo.
La característica más evidente y preocupante de ésta tipología es la ataxia cerebelosa progresiva. Poco después de empezar a caminar, los niños con A-T comienzan a tambalearse al andar. Aunque el estado neurológico de algunos niños parece mejorar a partir de los 2-4 años, la ataxia comienza a progresar de nuevo; por lo que ésta que parece observarse podría deberse a la rápida capacidad de aprendizaje de los niños pequeños en general. A la edad de diez años, la mayoría de los niños necesitan una silla de ruedas y son dependientes para realizar cualquier tipo de actividad cotidiana como vestirse, comer o lavarse.
Las inmunodeficiencias están presentes en el 60-80% de los individuos con A-T clásica. No es progresiva, aunque es variables y no se correlacionan bien con la frecuencia, gravedad o espectro de infecciones.].
En cuanto a las infecciones, su frecuencia y gravedad se correlaciona más con el estado nutricional general que con el estado inmune.
El riesgo de cáncer en estos individuos es del 38%, constituyendo la leucemia y el linfoma el 85% de los tumores malignos. Los niños más pequeños tienden a tener leucemia linfocítica aguda (LLA) y los de mayor edad pueden tener una leucemia más agresiva de células T. Los linfomas son generalmente de células B.
En los últimos 20 años, la esperanza de vida de las personas con A-T ha aumentado considerablemente y hoy en día superan los 25 años de edad y algunos de ellos han llegado a los 50.

### Ataxia-telangiectasia no clásica
Los fenotipos distintos a la forma clásica de A-T asociados con homocigosis o heterocigosis compuesta por dos mutaciones deletéreas en ATM son:
- Atrofia muscular espinal.[8] Este fenotipo también se asocia con niveles reducidos de la proteína ATM.
- A-TFresno, un fenotipo que combina características del síndrome de Nimega (NBS, Nijmegen breakage syndrom) y de A-T[9][10]
- Distonía progresiva.
- A-T variantes. A veces los síntomas de individuos con A-T no se encuentran en los criterios de diagnóstico, como por ejemplo, la combinación de ataxia progresiva, ausencia de telangiectasia y concentraciones normales de AF.

## Heterocigóticos
Los individuos heterocigotos no presentan un riesgo mayor que el resto de la población de desarrollar problemas manifestaciones neurológicas, pero su probabilidad de sufrir cáncer (especialmente de mama) se aumenta hasta cuatro veces. Se han observado mutaciones en ATM en muchas células tumorales y germinales en varias formas de leucemia y linfoma, incluyendo la leucemia linfoblástica aguda (ALL), la leucemia linfocítica crónica (LLC) y leucemia de células T prolinfocítica (T-PLL). El riesgo de cáncer probablemente depende de múltiples factores incluyendo el tipo de tumor, la edad de aparición del cáncer, y si el heterocigoto es portador de una mutación sin sentido o una mutación truncada.

## Diagnóstico clínico
El diagnóstico de A-T se basa en los hallazgos clínicos, incluyendo trastornos del habla, ataxia troncal y apraxia oculomotora entre otros síntomas, además de antecedentes familiares. Algunas pruebas que apoyan el diagnóstico incluyen niveles bajos de la proteína ATM intracelular, elevada concentración sérica de alfa-fetoproteína, translocación cromosómica 7; 14 en el análisis cromosómico de sangre periférica, inmunodeficiencia y radiosensibilidad demostrada por ensayos in vitro. A continuación se detallan algunas pruebas que permiten confirmar el diagnóstico de la enfermedad.

### Pruebas
Concentración sérica de alfa-fetoproteína (AFP): La concentración sérica de AFP se encuentra por encima 10 ng/ml en más del 95% de los individuos con A-T. No obstante, hay que tener presente que dicha concentración puede ser superior a los valores normales en niños no afectados hasta la edad de 24 meses.
Inmunotransferencia de la proteína ATM: La proteína intracelular ATM se encuentra a concentraciones muy bajas en la mayoría de los pacientes con A-T. Hasta la fecha, ésta es la prueba clínica más sensible y específica para el diagnóstico de la enfermedad. Pequeñas cantidades de la proteína ATM ocasionalmente se han relacionado con un pronóstico más leve, aunque hay muchas excepciones a esto y se necesita una validación adicional.
Actividad ATM serina / treonina quinasa: La actividad serina / treonina quinasa de la proteína ATM, se pueden evaluar mediante inmunotransferencia de lisados de células y anticuerpos comerciales para muchos sustratos fosforilados, dianas de la proteína ATM.
Aunque la actividad ATM quinasa es difícil de cuantificar constituye una prueba muy importante, sobre todo para la identificación de los individuos con A-T que presentan cantidades normales de la proteína ATM no funcional.
Análisis cromosómico: La translocación cromosómica 7; 14, se identifica en el 5% -15% de las células en los estudios cromosómicas de la sangre periférica de individuos con A-T. Los puntos de rotura están comúnmente en 14q11 (en el locus del receptor de células T-alfa) y en 14q32 (en el locus del receptor de células B [IGH]).

### Estudios genéticos moleculares
ATM es el único gen conocido asociado con la ataxia-telangiectasia. Más del 99% de los individuos que padecen A-T clásica tienen mutaciones en dicho gen. Se pueden realizar diversas técnicas para el diagnóstico molecular.

### Diagnóstico prenatal
El diagnóstico prenatal en embarazadas con un 25% de riesgo de que su hijo padezca la enfermedad, es posible mediante el análisis del ADN extraído de células fetales obtenidas por amniocentesis, realizado entre las 15-18 semanas de gestación o mediante el muestreo de vellosidades coriónicas (CVS) entre las 10-12 semanas. Los dos alelos causantes de enfermedades en la familia deben ser identificados previamente antes de realizar la prueba prenatal. En este caso también sería posible realizar un diagnóstico genético preimplantatorio (DGP).

## Tratamiento
El tratamiento principal es de apoyo. Para prevenir la rigidez muscular, mantener la movilidad funcional y minimizar las contracturas y la escoliosis, se recomienda realizar tratamientos de fisioterapia. Por otro lado, para los pacientes que tienen niveles normales de inmunoglobulinas en suero y buena respuesta mediada por anticuerpos, las vacunas contra el virus de la gripe y neumococos pueden disminuir el riesgo de infección. Los pacientes con deficiencias de IgG o aquellos que no responden bien con anticuerpos frente a vacunas, puede realizar terapia con inmunoglobulina. También debe evitarse el exceso de radiación ionizante, como el que tiene lugar en las radiografías, ya que pueden generar roturas cromosómicas que resulten en el desarrollo de neoplasias. Debido a la alta probabilidad de sufrir cáncer, es importante realizar revisiones de los signos tempranos del cáncer. Además, dado que las células de individuos con AT son un 30% más sensible a la radiación ionizante, las dosis convencionales de radioterapia y quimioterapia son potencialmente letales en individuos con A-T. La anestesia general conlleva riesgos únicos en personas con A-T, debido principalmente a la reducida capacidad respiratoria de los pacientes [McGrath-Morrow et 2008]. El uso de esteroides puede mejorar temporalmente los síntomas neurológicos, sin embargo, éstos reaparecen a los pocos días de suspender el tratamiento.

## Terapia específica
En este momento no se dispone de ningún tipo de terapia específica. Los trasplantes de timo o médula ósea tampoco han supuesto ninguna mejora. No obstante, la identificación del gen cuya mutación causa la enfermedad podría permitir el desarrollo de alguna terapia que mejore el estado del paciente.

A pesar de esto, un estudio reciente ha conseguido demostrar que los oligonucleótidos antisentido (ASO) son capaces de restaurar los niveles de los transcritos de ATM in vitro. En este, los investigadores observaron que, en algunos pacientes que padecen la enfermedad, hay ganancia de sitios de splicing aberrante por la inserción de retroelementos en el gen. 

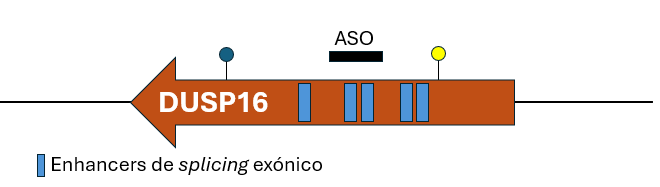
Los enhancers de splicing exónico generados por la inserción de DUSP16 en ATM son silenciados estéricamente por la unión de oligonucleótidos antisentido como el que se observa en el diagrama.

Estas inserciones provocan por tanto la aparición de pseudoexones en el transcrito maduro, que llevan a una pérdida de función de ATM. Los autores consiguieron diseñar e identificar una serie de oligonucleótidos antisentido que ocultan los nuevos sitios de splicing in vitro, lo que permite corregir el empalme aberrante y rescatar el fenotipo celular. Con estos descubrimientos, futuros estudios in vivo y clínicos podrían desarrollar una terapia eficaz para tratar la enfermedad en aquellos pacientes en la que esta es producida por la inserción de un retroelemento en ATM.

## Expectativas
En general, la ataxia – telangiectasia sigue un curso progresivo, aunque éste puede ser bastante variable y es difícil predecir cómo evolucionará en cada individuo. Aún dentro de familias, donde la mutación debería ser la misma, algunos niños presentan sobre todo dificultades neurológicas mientras que otros tienen infecciones recurrentes. Muchos niños ya necesitan una silla de ruedas a los 10 años y las infecciones pulmonares, como bronquitis y neumonía,son bastante comunes y pueden dañar éstos órganos aun cuando sean tratadas a tiempo. Por supuesto, cabe resaltar la alta probabilidad que tiene de padecer cáncer y la dificultad del tratamiento debido a su sensibilidad a radiaciones.
Es común la muerte prematura, aunque algunos pacientes muestran mejores expectativas de vida y han superado los 50 años.

## Prevención
Los padres de un niño con este trastorno pueden tener un aumento leve en el riesgo de cáncer, por lo tanto, deben buscar asesoría genética y someterse a pruebas de detección de cáncer más exhaustivas.
Las parejas que tengan antecedentes familiares de esta afección y que estén pensando en tener hijos pueden solicitar asesoría genética.

## Historia
Fue descrita por primera vez en 1926 por los médicos checos Ladislav Syllaba y Kamil Henner, aunque recibe el nombre de síndrome de Louis-Bar por la belga Denise Louis-Bar, quien publicó en 1941 un caso en una niña de nueve años.